# La casa más pequeña de Gran Bretaña

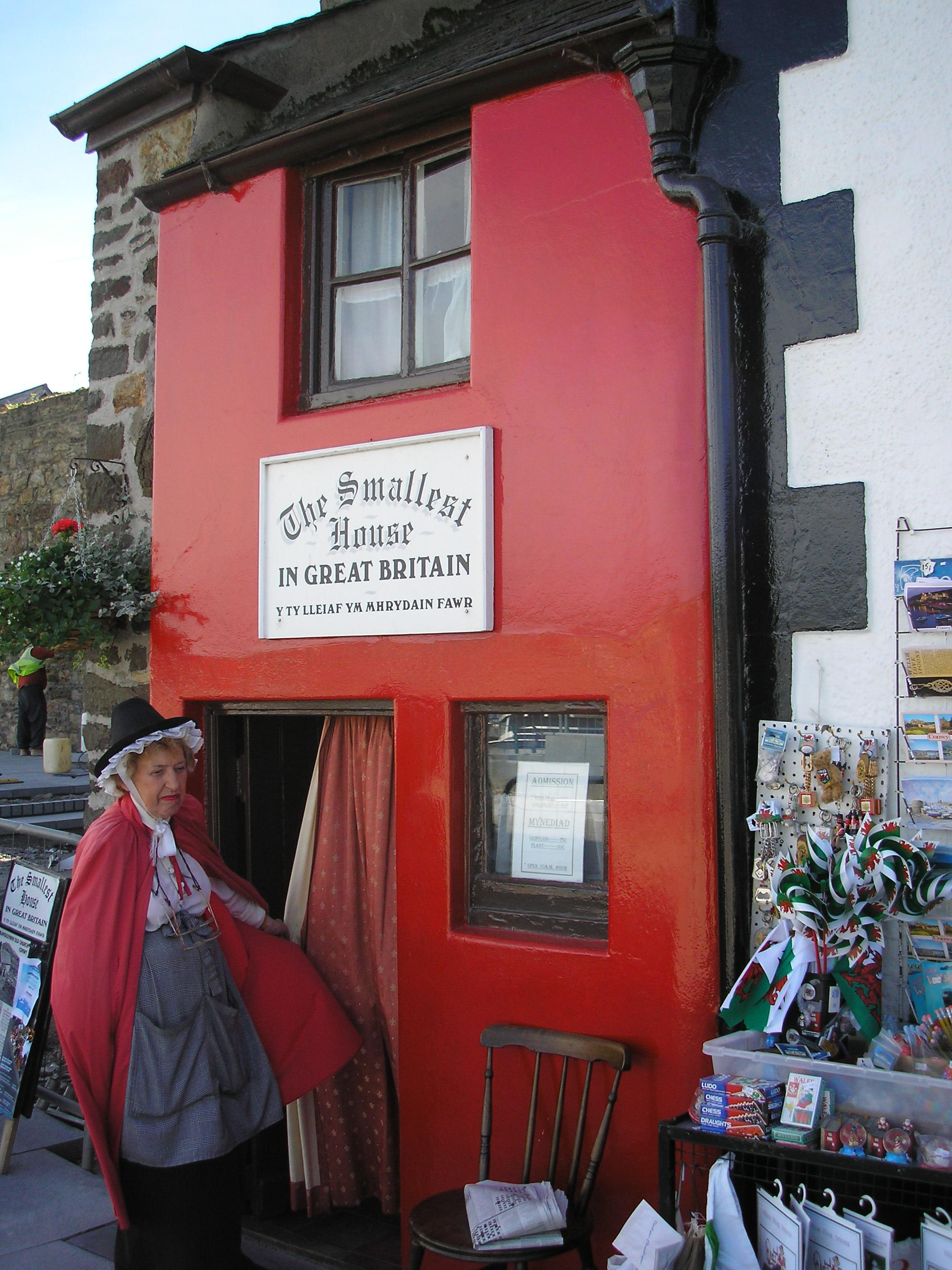
La casa y su guía de turismo en traje tradicional galés.

La casa más pequeña de Gran Bretaña (del inglés: The Smallest House in Great Britain) es una casa en el pueblo galés de Conwy en el condado de Clwyd, considerada la más pequeña del Reino Unido. Está situada cerca del Castillo de Conwy. La casa tiene una altura de 3,05 metros y un ancho 
de 1,8 metros.
La casa fue construida en la brecha entre dos Terraced house. Estuvo habitada desde el siglo XVI y su último habitante fue Robert Jones, un pescador con una altura de 1,90 metros. Fue expulsado de la casa en mayo de 1900 debido al peligro que implicaba vivir en un espacio tan reducido. La casa está abierta al público, y se puede visitar por £ 1.